# Krzyż sejmowy

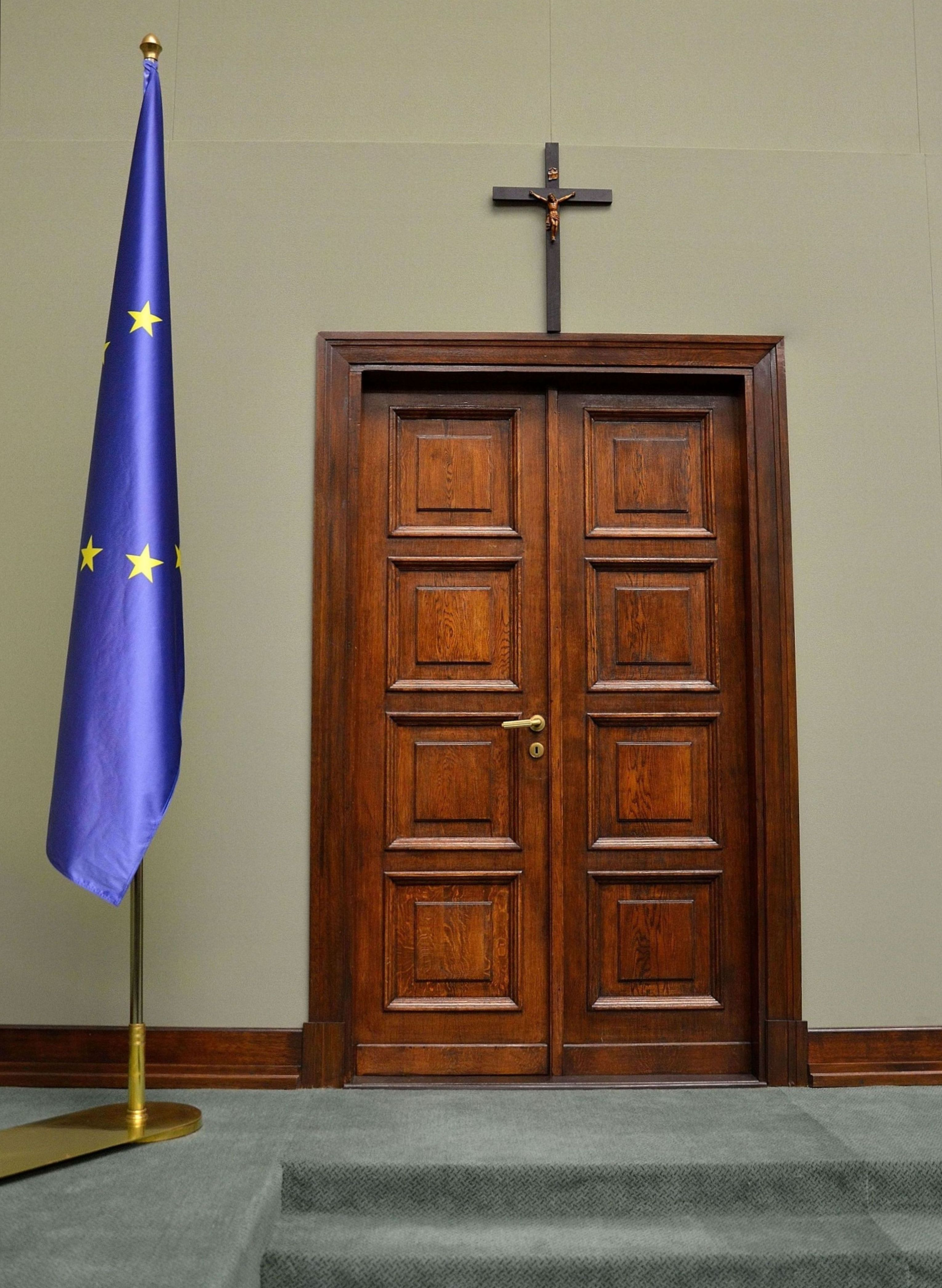
Krzyż sejmowy

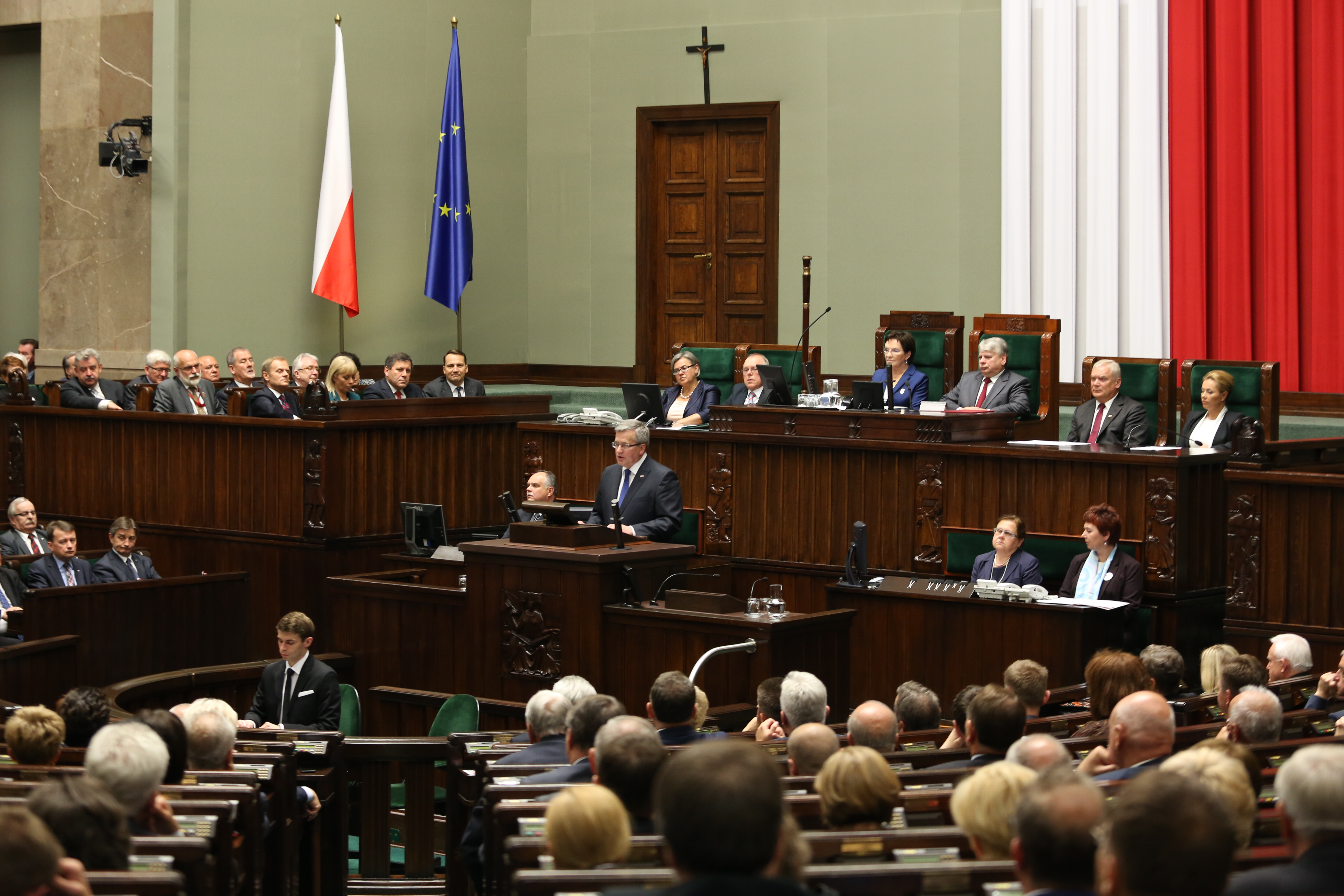
Sala Posiedzeń Sejmu z widocznym krzyżem

Krzyż sejmowy – krucyfiks znajdujący się w Sali Posiedzeń Sejmu.

## Opis
Krzyż podczas mszy świętej w intencji ojczyzny 19 października 1997 leżał na grobie księdza Jerzego Popiełuszki na Żoliborzu. Po mszy jego matka przekazała krzyż parlamentarzystom.
W nocy z 19 na 20 października 1997 posłowie Akcji Wyborczej Solidarność i Unii Wolności podpisali umowę koalicyjną. Nocą, po zakończeniu posiedzenia klubu AWS, Tomasz Wójcik z pomocą posła Piotra Krutula samowolnie powiesili krzyż na ścianie Sali Posiedzeń Sejmu. Poseł Krutul wieszając krucyfiks użył jako drabiny fotela marszałkowskiego. Spadając z niego, zniszczył ościeżnicę drzwi sejmowych, starając się jej przytrzymać podczas upadku. Całe zdarzenie zostało zarejestrowane przez kamery na Sali Posiedzeń.
Krzyż, który zawisł w sali obrad Sejmu, ma formę krzyża łacińskiego. Został wykonany z drewna hebanowego, pochodzącego z ołtarza Kaplicy Cudownego Obrazu na Jasnej Górze. Na krzyżu umieszczona jest XIX-wieczna figurka Jezusa Chrystusa z drewna lipowego.
Rzecznik prasowy klubu parlamentarnego Sojuszu Lewicy Demokratycznej złożył formalny protest przeciwko „ostentacyjnym działaniom posłów Akcji Wyborczej Solidarność obliczonych na wywołanie politycznej awantury” dokonanym bez zgody Marszałka Seniora oraz bez pytania o zgodę posłów z innych ugrupowań politycznych, jednak stwierdził, że „byłoby rzeczą najgorszą dla perspektyw Polski, gdyby rozpętano wojnę o symbole, zastępując nią spór o przyszłość kraju i Polaków“.
W 2011 w związku ze złożonym przez posłów Klubu Parlamentarnego Ruch Palikota wnioskiem do Marszałka Sejmu o wydanie zarządzenia nakazującego usunięcie krzyża, Kancelaria Sejmu zamówiła cztery ekspertyzy prawne w tej sprawie. Zostały one opublikowane w Zeszytach Prawniczych Biura Analiz Sejmowych.
Na terenie kompleksu budynków Sejmu znajdują się inne krzyże m.in. ufundowany przez parlamentarzystów krzyż ołtarzowy dla sejmowej kaplicy.
Krzyż znajduje się również w Sali Posiedzeń Senatu.

## Debata
Przeciwnicy zawieszenia krzyża argumentują, że krzyż został powieszony „metodą faktów dokonanych” bez uzyskania odpowiedniego pozwolenia oraz że powieszenie symbolu tylko jednej religii na sali sejmowej jest sprzeczne z art. 25 obowiązującej od 17 października 1997 Konstytucji RP z 2 kwietnia 1997:

1. Kościoły i inne związki wyznaniowe są równouprawnione.

2. Władze publiczne w Rzeczypospolitej Polskiej zachowują bezstronność w sprawach przekonań religijnych, światopoglądowych i filozoficznych, zapewniając swobodę ich wyrażania w życiu publicznym.

Według ankiety wykonanej przez Centrum Badania Opinii Społecznej pod koniec października 1997 52% respondentów uważało, że na sali posiedzeń Sejmu RP powinien wisieć krzyż, 29% było przeciw, 16% było to obojętne, 3% zaś nie miało zdania.
Jak podała w październiku 2011 Gazeta Wyborcza, zgodnie z zamówionym przez nią badaniem TNS OBOP, 70% badanych stwierdziło, że krzyż nadal powinien wisieć w Sejmie, natomiast 20% było przeciwnego zdania (błąd statystyczny badania: 4,5 pkt. proc.).